# Clavipalpa
Clavipalpa là một chi bướm đêm thuộc họ Noctuidae.